# Nogometno društvo Primorje
Il Nogometno društvo Primorje, comunemente abbreviato in ND Primorje, è una società calcistica slovena con sede nella città di Aidussina. Erede del NK Primorje, società coinvolta nel fallimento del gruppo edile omonimo che, alla fine del campionato 2010-2011, dichiarò fallimento e abbandonò l'attività professionistica.
Nella stagione successiva Bojan Adžić acquistò la società e fondò una scuola calcio, col nome DNŠ Ajdovščina, ma decise di non investire nella prima squadra. Nella stagione 2014-2015 la ŠD Škou Adjovščina nata nel 2007 (che partecipava nel livello più basso della competizione slovena) divenne la prima squadra della città di Aidussina e gareggiò nello stadio del Primorje.
Nella stagione 2018-2019 Erik Bovcon comprò la squadra e cambiò la denominazione della squadra con quella attuale.

## Organico 2022-2023
Rosa aggiornata al 4 febbraio 2020.
| N. |                     | Ruolo | Calciatore        |
| -- | ------------------- | ----- | ----------------- |
| 1  | Slovenia (bandiera) | P     | Nabergoj Anže     |
| 22 | Slovenia (bandiera) | P     | Štrukelj Januš    |
| 17 | Slovenia (bandiera) | D     | Tragin Luka       |
| 17 | Slovenia (bandiera) | D     | Dedič Haris       |
| 25 | Slovenia (bandiera) | D     | Škarabot Matija   |
| 16 | Slovenia (bandiera) | D     | Puc Aljaž         |
| 12 | Slovenia (bandiera) | D     | Kadrija Taulant   |
| 3  | Slovenia (bandiera) | D     | Žgur Tjaž         |
| 5  | Slovenia (bandiera) | D     | Podgoršek Žan     |
| 6  | Slovenia (bandiera) | D     | Lukač Andrej      |
| 2  | Slovenia (bandiera) | D     | Bole Blaž         |
| 8  | Slovenia (bandiera) | C     | Kuraj Anže        |
| 11 | Slovenia (bandiera) | C     | Zavnik Matic      |
| 18 | Slovenia (bandiera) | C     | Leon Kodermac     |
| 20 | Slovenia (bandiera) | C     | Plavšič Vajde Nik |
| 10 | Slovenia (bandiera) | A     | Amel Džuzdanović  |
| 14 | Slovenia (bandiera) | A     | Leban Žan         |
| 21 | Slovenia (bandiera) | A     | Nagode Tilen      |
| 23 | Slovenia (bandiera) | A     | Kodermac Jakob    |

## Stadio
Lo Stadio Primorje, che ospita le partite interne, ha una capacità di 3.000 spettatori.